# 19 августа
19 августа — 231-й день года (232-й в високосные годы) по григорианскому календарю.
До конца года остаётся 134 дня.
До 15 октября 1582 года — 19 августа по юлианскому календарю, с 15 октября 1582 года — 19 августа по григорианскому календарю.
В XX и XXI веках соответствует 6 августа по юлианскому календарю.

## Праздники и памятные дни
См. также: Категория:Праздники 19 августа

### Международные
- — Всемирный день гуманитарной помощи.
- — Всемирный день фотографии.

### Национальные
- Афганистан — День независимости[англ.]
- Вьетнам — День Августовской революции.
- Норвегия — День рождения кронпринцессы Метте-Марит.

### Профессиональные
- США — День авиации[англ.]
- Украина — День пасечника
- Россия — День Мотострелковых Войск РФ.

### Религиозные
Православие
- Преображение Господне.

### Именины
- Католические: Людвиг, Лев[4].

## События
См. также: Категория:События 19 августа

### До XIX века
- 1687 — в Березове Олонецкого уезда России более тысячи человек сожгли себя в знак протеста против перехода на трёхперстное крещение[5].
- 1692 — в Массачусетсе за колдовство повешены пять женщин.
- 1722 — битва на реке Инчхе в рамках Персидского похода Петра I.
- 1790 — казнь писателя А. Радищева заменена 10-летней каторгой.

### XIX век
- 1812 — бой у Валутиной горы.
- 1839 — под Санкт-Петербургом открыта Пулковская обсерватория.
- 1848 — газета «The New York Herald» опубликовала первое сообщение о найденном в Калифорнии золоте.
- 1856 — американец Гейл Борден запатентовал способ получения сгущённого молока.
- 1874 — тельняшка утверждена в качестве формы матросов на русском флоте.
- 1887 — поднявшись на воздушном шаре, Дмитрий Менделеев наблюдал солнечное затмение.

### XX век
- 1903 — VI Сионистский съезд в Базеле раскололся при обсуждении предложения основать Еврейское государство в Уганде.
- 1905 — в Российской империи принят Манифест об учреждении законосовещательной Государственной Думы.
- 1913 — лидер британских суфражисток Сильвия Панкхёрст посоветовала соратницам изучать искусство джиу-джитсу, чтобы с честью противостоять в будущих столкновениях полиции.
- 1914 — создан руководящий орган Украинских Сечевых Стрельцов — Украинская боевая управа.
- 1919 — Афганистан провозгласил независимость от Британии.
- 1920 — отказ крестьян нескольких сёл Тамбовской губернии выдавать хлеб, начало Тамбовского восстания.
- 1923
  - Открылась Всероссийская сельскохозяйственная и кустарно-промышленная выставка, проходившая на месте парка им. Горького в Москве. Выставка являлась предшественницей ВДНХ.
  - Первое советское научно-исследовательское судно «Персей» вышло в свой первый рейс.
- 1934 — в Германии прошёл референдум, в результате которого посты рейхспрезидента и рейхсканцлера были объединены.
- 1936 — начало первого "московского процесса" - «Антисоветского объединенного троцкистско-зиновьевского центра» («процесс 16-ти»).
- 1941 — решением Ставки Верховного Главнокомандования был создан Одесский оборонительный район, командующим которого был назначен командир Одесской военно-морской базы контр-адмирал Гавриил Васильевич Жуков.
- 1942 — битва за Дьеп.
- 1944 — Александр Покрышкин стал первым трижды Героем Советского Союза.
- 1945
  - Вьетнамские коммунисты заняли Ханой.
  - Сложила оружие японская Квантунская армия в Маньчжурии.
- 1947 — впервые синтезирован витамин А (ретинол).
- 1953 — государственный переворот в Иране.
- 1960 — первый в истории полёт в космос живых существ с успешным возвращением на Землю: в СССР был выведен на орбиту космический корабль «Спутник-5» с собаками-космонавтами Белкой и Стрелкой на борту.
- 1967 — «Пинк Флойд» впервые попали в английский хит-парад лучших альбомов со своей дебютной пластинкой The Piper at the Gates of Dawn.
- 1980 — катастрофа L-1011 в Эр-Рияде.
- 1981
  - В составе Первого главного управления КГБ СССР создана группа специального назначения «Вымпел».
  - В ходе учений ВМС США у берегов Ливии американскими перехватчиками F-14 сбиты два ливийских самолёта Су-22[источник не указан 2735 дней].
- 1982 — запуск космического корабля Союз Т-7.
- 1991 — попытка государственного переворота (ГКЧП) в СССР.

### XXI век
- 2002
  - В Китае завершился Музыкальный фестиваль снежных гор — первый рок-фестиваль на открытом воздухе в истории страны.
  - Катастрофа Ми-26 в Чечне.
- 2003 — взрыв в отеле «Канал»[англ.] в Багдаде, 19 погибших, более 100 раненых. Целью теракта была миссия ООН в Ираке, расположенная в отеле. Среди погибших — ряд сотрудников ООН, включая Верховного комиссара ООН по правам человека и Специального представителя Генерального секретаря ООН в Ираке Сержиу Виейра ди Меллу (в Бразилии по нему был объявлен трёхдневный траур). В 2004 году ответственность за теракт взяла на себя группировка «Джамаат ат-Таухид валь-Джихад».
- 2004 — компания Google начала продажу своих акций на фондовом рынке.
- 2005 — начало первых в истории совместных военных учений России и Китая «Мирная миссия — 2005».
- 2023 ― ВС РФ нанесли ракетный удар по Чернигову, в результате которого 7 человек погибло и 156 было ранено.

## Родились
См. также: Категория:Родившиеся 19 августа

### До XIX века
- 232 — Марк Анний Флориан (ум. 276), римский император (в 276).
- 1398 — Иньиго Лопес де Мендоса (ум. 1458), испанский поэт и государственный деятель.
- 1631 — Джон Драйден (ум. 1700), английский поэт, драматург, критик.
- 1646 — Джон Флемстид (ум. 1719), английский астроном, первый директор Гринвичской обсерватории.
- 1689 — Сэмюэл Ричардсон (ум. 1761), английский писатель.
- 1743 — графиня Дюбарри (урожд. Жанна Бекю; казнена в 1793), официальная фаворитка французского короля Людовика XV.
- 1753 — граф Матвей Платов (ум. 1818), российский генерал от кавалерии, атаман Донского казачьего войска.
- 1761 — Андреян Захаров (ум. 1811), русский архитектор, представитель стиля «ампир».
- 1768 — Иоганн Вильгельм Хосфельд (ум. 1837), немецкий лесовод, математик и педагог.
- 1780 — Пьер Жан Де Беранже (ум. 1857), французский поэт, сочинитель песен.

### XIX век
- 1808 — Джеймс Несмит (ум. 1890), английский изобретатель, создавший паровой молот (1839).
- 1830 — Юлиус Лотар Мейер (ум. 1895), немецкий химик.
- 1858 — Сергей Коровин (ум. 1908), русский живописец, график, брат художника К. Коровина.
- 1871 — Орвилл Райт (ум. 1948), американский конструктор, младший из братьев — пионеров авиации.
- 1881 — Джордже Энеску (ум. 1955), румынский композитор, музыкант и дирижёр.
- 1883 — Габриель «Коко» Шанель (ум. 1971), французская женщина-модельер, законодательница моды.
- 1886 — Роберт Хегер (ум. 1978), немецкий дирижёр и композитор.
- 1892 — Борис Егоров (ум. 1972), советский нейрохирург, академик АМН СССР (1953), заслуженный деятель науки РСФСР (1958).

### XX век
- 1902
  - Борис Гудзь (ум. 2006), советский разведчик.
  - Огден Нэш (ум. 1971), американский поэт-сатирик.
- 1906 
  - Леонид Соловьёв (ум. 1962), советский писатель, автор романов о Ходже Насреддине.
  - Александр Шуров (ум. 1995), советский артист эстрады и киноактёр.
- 1909 — Ежи Анджеевский (ум. 1983), польский писатель, диссидент.
- 1914 — Борис Дёжкин (ум. 1992), советский режиссёр-мультипликатор, художник-постановщик, сценарист.
- 1921 — Джин Родденберри (ум. 1991), американский сценарист и продюсер, создатель сериала «Звёздный путь».
- 1922 — Павел Аедоницкий (ум. 2003), композитор, народный артист РСФСР.
- 1937 — Александр Вампилов (ум. 1972), русский советский прозаик и драматург.
- 1939 — Джинджер Бейкер (ум. 2019), британский музыкант, барабанщик рок-группы Cream.
- 1943 — Дон Фардон (наст. имя Дональд Артур Мон), английский певец.
- 1945
  - Иэн Гиллан, британский рок-певец, вокалист рок-группы Deep Purple.
  - Чарльз Уэлсли, 9-й герцог Веллингтон, английский аристократ и политик.
- 1946 — Билл Клинтон, 42-й президент США (1993—2001).
- 1951
  - Джон Дикон, бас-гитарист английской рок-группы Queen.
  - Владимир Конкин, советский и российский актёр театра и кино, заслуженный артист РФ.
- 1952
  - Габриела Грилло (ум. 2024), немецкая предпринимательница, спортсменка, олимпийская чемпионка (1976) в командной конной выездке, двукратная чемпионка мира, трёхкратная чемпионка Европы.
  - Александр Соловьёв (ум. 2000), советский и российский актёр театра, кино и дубляжа, кинорежиссёр.
  - Джонатан Фрейкс, американский актёр и режиссёр.
- 1953 — Нанни Моретти, итальянский кинорежиссёр, продюсер и актёр.
- 1957 — Чезаре Пранделли, итальянский футболист и тренер.
- 1958 — Рик Снайдер, американский политик. 48-й губернатор штата Мичиган (2011—2018).
- 1962 — Юрий Стыцковский, советский и украинский комик, актёр, режиссёр и сценарист, бывший участник комик-труппы «Маски».
- 1965 
  - Джеймс Томкинс, австралийский спортсмен, трёхкратный олимпийский чемпион по академической гребле
  - Кира Седжвик, американская актриса, продюсер и режиссёр.
- 1968 — Никос Какламанакис, греческий яхтсмен-виндсерфер, олимпийский чемпион (1996).
- 1969:
  - Мэттью Перри (ум. 2023), канадско-американский актёр и сценарист.
  - Nate Dogg (наст. имя Натаниэль Дуэйн Хейл; ум. 2011), американский рэп-исполнитель и актёр.
  - Пола Джей Паркер, американская актриса и комедиантка.
- 1971
  - Жуан Виейра Пинту, португальский футболист, призёр чемпионата Европы (2000).
  - Мэри-Джо Фернандес, американская теннисистка, двукратная олимпийская чемпионка.
- 1973 — Марко Матерацци, итальянский футболист.
- 1975 — Трейси Томс, американская киноактриса.
- 1978 — Мишель Борт, американская актриса кино и телевидения.
- 1981 — Михаил Башкатов, российский актёр, телеведущий, капитан команды КВН «Максимум».
- 1982
  - Мелисса Фумеро, американская актриса.
  - Эрика Кристенсен, американская актриса.
- 1983 — Таммин Сурсок, южноафриканская и австралийская актриса и певица.
- 1985 — Линдси Джекобеллис, американская сноубордистка, двукратная олимпийская чемпионка (2022).
- 1987 — Нико Хюлькенберг, немецкий автогонщик, пилот «Формулы-1».
- 1994 — Нафиссату Тиам, бельгийская легкоатлетка, двукратная олимпийская чемпионка в семиборье (2016, 2020).
- 1995 — Сюй Цзяюй, китайский пловец, многократный чемпион мира.

## Скончались
См. также: Категория:Умершие 19 августа

### До XIX века
- 14 — Октавиан Август (р. 63 до н. э.), первый римский император (27 до н. э.—14).
- 1295 — Карл Мартелл Анжуйский (р. 1271), номинальный король Венгрии (1292—1295).
- 1493 — Фридрих III (р. 1415), король Германии (с 1440), император Священной Римской империи (1452—1493).
- 1580 — Андреа Палладио (р. 1508), итальянский архитектор позднего Возрождения.
- 1632 — Валантен де Булонь (р. 1591), французский художник эпохи барокко.
- 1657 — Франс Снейдерс (р. 1579), фламандский живописец.
- 1662 — Блез Паскаль (р. 1623), французский математик, физик, литератор и философ.
- 1753 — Иоганн Бальтазар Нейман (р. 1687), один из крупнейших немецких архитекторов барокко и рококо.
- 1765 — Аксель Кронстедт (р. 1722), шведский химик и минералог, открывший никель.
- 1782 — Франческо де Мура (р. 1696), итальянский живописец эпохи позднего барокко.

### XIX век
- 1819 — Джеймс Уатт (р. 1736), шотландский инженер-механик, изобретатель паровой машины.
- 1822 — Жан-Батист-Жозеф Деламбр (р. 1749), известный французский астроном.
- 1856 — Шарль Фредерик Жерар (р. 1816), французский химик.
- 1887 — Спенсер Фуллертон Бэрд (р. 1823), американский орнитолог, ихтиолог и герпетолог.
- 1889 — Огюст де Вилье де Лиль-Адам (р. 1838), французский писатель-прозаик, драматург, поэт.

### XX век
- 1905 — Адольф Вильям Бугро (р. 1825), французский живописец.
- 1915
  - Карлос Хуан Финлей (р. 1833), испано-кубинский врач и учёный, пионер в исследовании жёлтой лихорадки.
  - Пётр Черкасов (р. 1882), русский морской офицер, участник обороны Порт-Артура.
- 1923 — Вильфредо Парето (р. 1848),  итальянский инженер, экономист и социолог.
- 1929 — Сергей Дягилев (р. 1872), русский театральный и художественный деятель.
- 1936 — Федерико Гарсиа Лорка (р. 1898), испанский поэт и драматург.
- 1937 — расстрелян Иван Строд (р. 1894), советский писатель и военачальник, герой Первой мировой и Гражданской войн.
- 1958 — Алексей Черемухин (р. 1895), авиаконструктор, испытатель первых советских вертолётов.
- 1964 — Арденго Соффичи (р. 1879), итальянский художник и художественный критик.
- 1968 — Джордж Гамов (урожд. Георгий Гамов; р. 1904), советский и американский физик, астрофизик, популяризатор науки.
- 1977
  - Леонид Галлис (р. 1912), актёр театра и кино, народный артист РСФСР.
  - Граучо Маркс (р. 1890), американский актёр, участник комик-труппы «Братья Маркс».
- 1978 — Макс Маллоуэн (р. 1904), английский археолог, муж писательницы Агаты Кристи.
- 1981
  - Джесси Мэттьюс (р. 1907), английская актриса кино, театра и радио, певица, танцовщица.
  - Владимир Фетин (р. 1925), советский кинорежиссёр.
- 1983 — Татьяна Гурецкая (р. 1904), актриса театра и кино, заслуженная артистка РСФСР.
- 1984 — Луи Лансана Беавоги (р. 1923), государственный и политический деятель Гвинеи.
- 1989 — Лаци Олах (р. 1911), венгерский, чехословацкий и советский барабанщик-джазмен.
- 1994
  - Лайнус Полинг (р. 1901), американский химик и кристаллограф, общественный деятель, лауреат двух Нобелевских премий: по химии (1954) и мира (1962).
  - Роберт Рождественский (р. 1932), поэт и переводчик, лауреат Государственной премии СССР.
- 1998 — Борис Кадомцев (р. 1928), советский и российский физик, академик.

### XXI век
- 2005 — Аушра Аугустинавичюте (р. 1928), литовский экономист, социолог и психолог, одна из основателей соционики.
- 2008
  - Альгимантас Масюлис (р. 1931), советский и литовский актёр театра и кино.
  - Леви Мванаваса (р. 1948), президент Замбии (2002—2008).
  - Дайан Уэббер (р. 1932), американская актриса кино и телевидения, фотомодель, танцовщица, каскадёр.
- 2012 — Тони Скотт (р. 1944), британский и американский кинорежиссёр, продюсер, сценарист, лауреат премии «Эмми».
- 2013 — Ли Томпсон Янг (р. 1984), американский актёр кино и телевидения.
- 2014 — убит Джеймс Фоли (р. 1973), американский фотожурналист.
- 2017
  - Пётр Дейнекин (р. 1937), Главнокомандующий ВВС СССР (1991—1992) и ВВС России (1992—1998), генерал армии, Герой РФ.
  - Брайан Олдисс (р. 1925), английский писатель-фантаст.
- 2020 — Борис Патон (р. 1918), советский и украинский учёный в области металлургии и технологии металлов, доктор технических наук, профессор. С 1962 года — президент Национальной академии наук Украины. Академик АН СССР (1962). Дважды Герой Социалистического Труда (1969, 1978). Герой Украины (1998).
- 2023 — Игорь Ясулович (р. 1941), советский и российский актёр, кинорежиссёр, народный артист РФ.

## Приметы
Яблочный Спас. Второй Спас.
- Кроме огурцов, до этого дня почиталось грехом употребление овощей и фруктов — они не были освящены церковью.
- Во храме полагалось освящать яблоки, иные фрукты. По традиции часть собранного раздавалась бедным людям, особенно старикам.
- Второй Спас — всему час.
- Второй Спас шубу припас.
- Осенины, встреча осени во время заката солнца, обыкновенно сопровождаемая песнями.
- Каково Преображение, таков и январь.
- Каков Яблочный Спас, таков и Покров (14 октября).
- На Яблочный Спас сухой день — к сухой осени, дождливый — к сырой, а ясный — к суровой зиме.
- Начинается уборка яблок скороспелых сортов — спасовских[6].